# Torremocha (Teruel)
Torremocha es una localidad perteneciente al municipio de Castellote, en el Maestrazgo, provincia de Teruel, (comunidad autónoma de Aragón, España).
Torremocha es un caserío situado a unos 8 km de Luco de Bordón, en el municipio de Castellote. 
En el Nomenclátor de 1910, aparece Torremocha de Arriba con 15 viviendas y un albergue. Tenía iglesia y una población de hecho de 39 habitantes y de derecho, 46.
A mediados del siglo XX se despobló y los caminos de acceso son casi intransitables para los vehículos. En los pueblos de la comarca, le llaman también a este caserío Tarramocha.

## Personas destacadas
- César Tomás Laguía (1903-1979), sacerdote diocesano, canónigo Archivero de la catedral de Teruel, investigador e historiador eclesiástico de renombre, autor de múltiples publicaciones.

- Datos: Q6150789